# Ба Ндау
Ба Ндау (фр. Bah N'Daw; нар. 23 серпня 1950 Сан, Французький Судан) — малійський державний і політичний діяч, тимчасовий президент Малі з 25 вересня 2020 року.

## Біографія
Закінчивши бакалаврат, 1 червня 1973 роки добровільно пішов на військову службу і вступив до загальновійськової школи Кулікоро, потім пройшов в Радянському Союзі курс підготовки пілота вертольота. У березні 1976 року розпочав службу у малійських ВПС, деякий час обіймав посаду ад'ютанта президента Муси Траоре. В 1994 році закінчив у Парижі Загальновійськовий коледж оборони. Був начальником Головного штабу ВПС, помічником начальника Генерального штабу Національної гвардії. З 2008 року до самої відставки — директор Національного офісу ветеранів Збройних сил і жертв війни.
В 2014—2015 роках — міністр оборони в уряді Муси Мари.
18 серпня 2020 року у Малі відбувся військовий переворот, внаслідок чого Економічне співтовариство країн Західної Африки 20 серпня припинило членство Малі в організації і наклало на країну торгове і фінансове ембарго з вимогою передачі влади цивільним. 21 вересня Національний комітет порятунку народу, сформований військовими після перевороту, оголосив про наділення Ба Ндау повноваженнями тимчасового президента на перехідний період тривалістю 18 місяців.
25 вересня 2020 року приніс присягу у міжнародному конференц-залі Бамако та обійняв посаду (разом з ним посаду віце-президента обійняв голова НКПЛ Ассімі Гойта).
27 вересня 2020 року призначив Моктар Уана тимчасовим прем'єр-міністром Малі.